# Bornsjöns naturreservat
Bornsjöns naturreservat i Stockholms län, är ett kommunalt naturreservat som sträcker sig in i följande tre kommuner: Salem (Salems socken), Botkyrka (Botkyrka socken) och Södertälje (Östertälje socken). Delvis ingår reservatet i EU-nätverket Natura 2000. Reservatet har cirka 4 600 hektar land- och sjöyta och instiftades 1995,  då som naturvårdsområde. Huvudvattendraget inom naturreservatet är Bornsjön som gav reservatet sitt namn.

## Utbredning
Bornsjöns naturreservat sträcker sig genom tre kommuner från Norsborg i öster till ungefär i höjd med Ladviks gård i väster. Även hela Vällinge skjutfält norr om Ladvik ingår inklusive Acksjön och Dalkarlssjön. I söder ingår sjöarna Tullan och Bergsjön. Gränsen följer motorvägen E4/E20 Södertäljevägen. I norr följer reservatets gräns Mälarens stränder.

## Historia
Runt Bornsjön har det funnits bosättningar sedan flera tusen år tillbaka och inom området hittar man många fornlämningar. Vid Bergaholm ligger en forntida begravningsplats, gravarna är typiska för järnåldern, 500 f.Kr. till 1050 e.Kr. Vid Skårby gård kan man påträffa Skårbyröset, som räknas till Salems största bronsåldersgrav. Längs Bornsjöns södra sida finns flera runstenar, Oxelbystenen, Bergaholmsstenen och Söderbystenen, de var uppställda utmed en gammal färdväg mellan Stockholm och Södertälje, en föregångare till Göta landsväg. Vid sjöns sydostligaste vik finns Salems kyrka som byggdes på 1100-talet.
Dagens kulturlandskap präglades av 1600- och 1700-talens säterier med sina stora gårdar och tillhörande torp, bland dem Sturehov, Vällinge, Bornö, Ladvik och Bergaholm. Till stor del ägs marken och dess bebyggelse av Stockholm Vatten genom de så kallade Bornsjöegendomarna som Stockholms stad förvärvade kring sekelskiftet 1900.

## Natur och helig källa
Området närmast Bornsjön är ett Natura 2000-område, vilket det blev tack vare förekomsten av fågelarterna fiskgjuse och storlom, västlig taiga, samt sjöns olika hydrofyter med bland annat nate och dybladsvegetation. Områdets fauna är rikt på älg, rådjur, vildsvin, räv och grävling.
Invid Bergaholmsvägen vid Bornsjöns sydspets ligger Botvids källa - en artesisk källa där vattnet strömmar upp under tryck. Förr brukade källvatten, som liksom detta var rödfärgat av järn, ordineras som hälsobringande medel mot trötthet och svaghet. Legenden säger att källan sprang fram då man ställde ner S:t Botvids kvarlevor här, under flyttningen från Salems kyrka till hans hem i Botkyrka år 1129.

### Bilder, natur

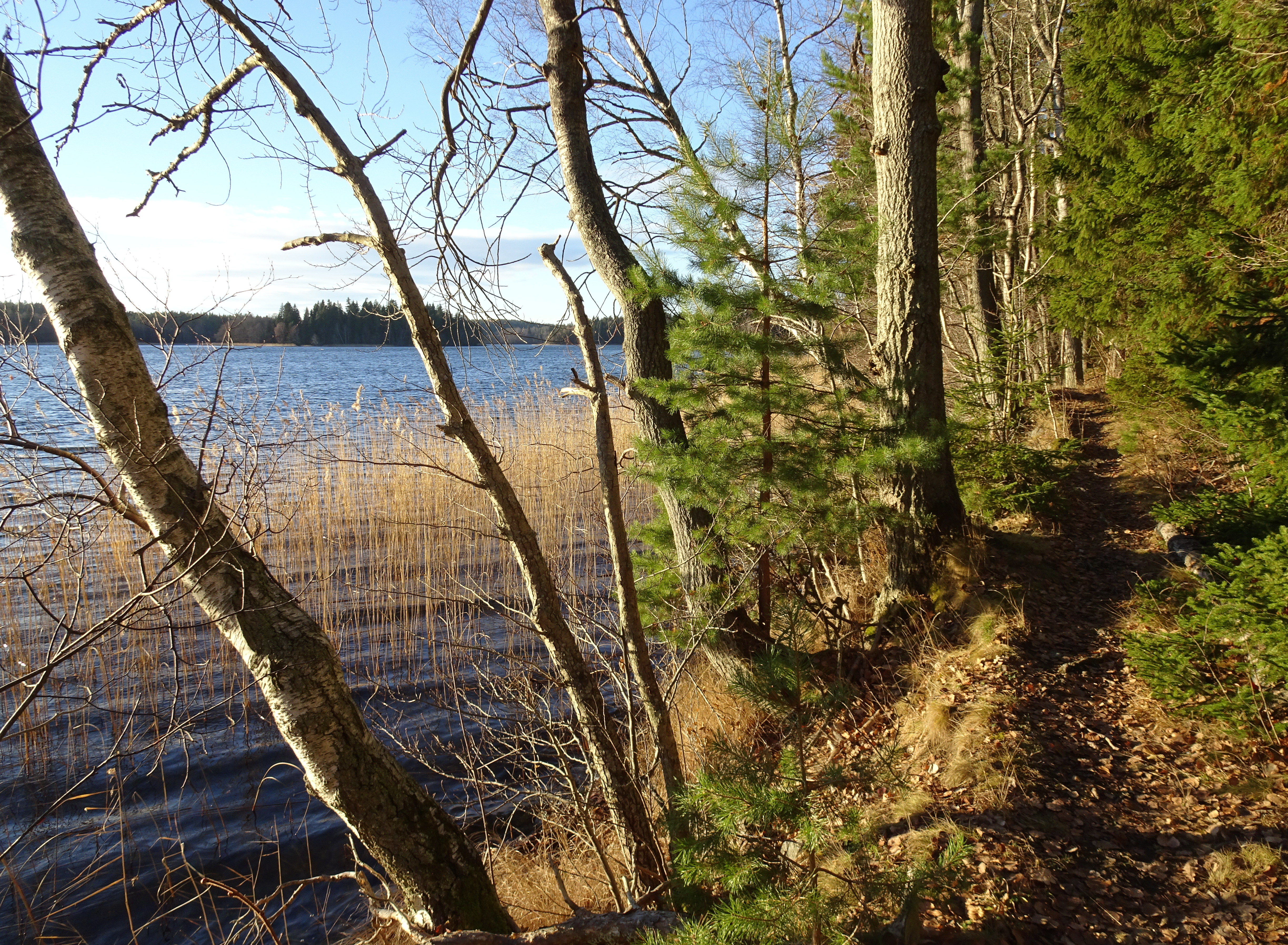
Bornsjön vid Sturehov
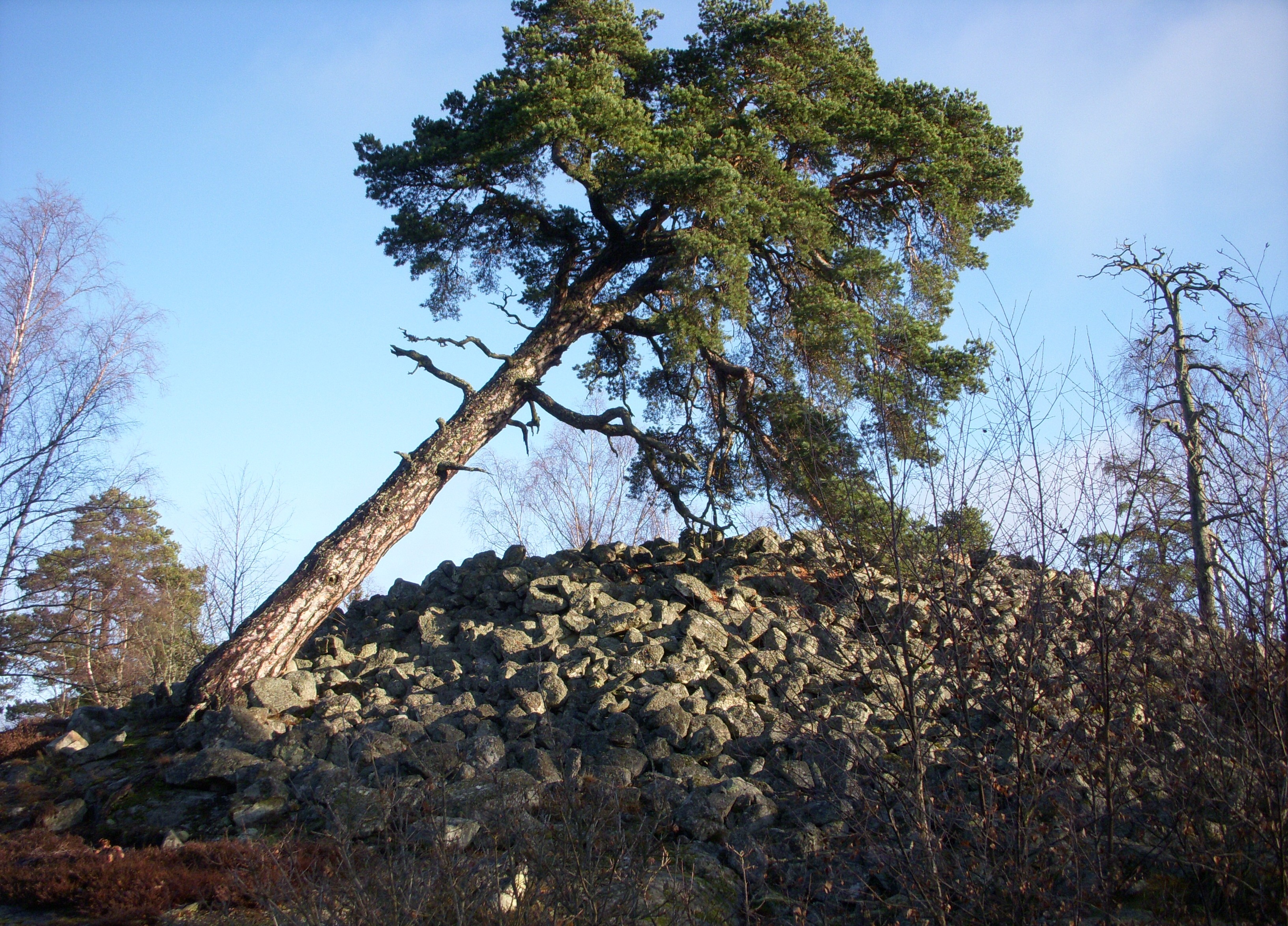
Röse nära Skårby gård
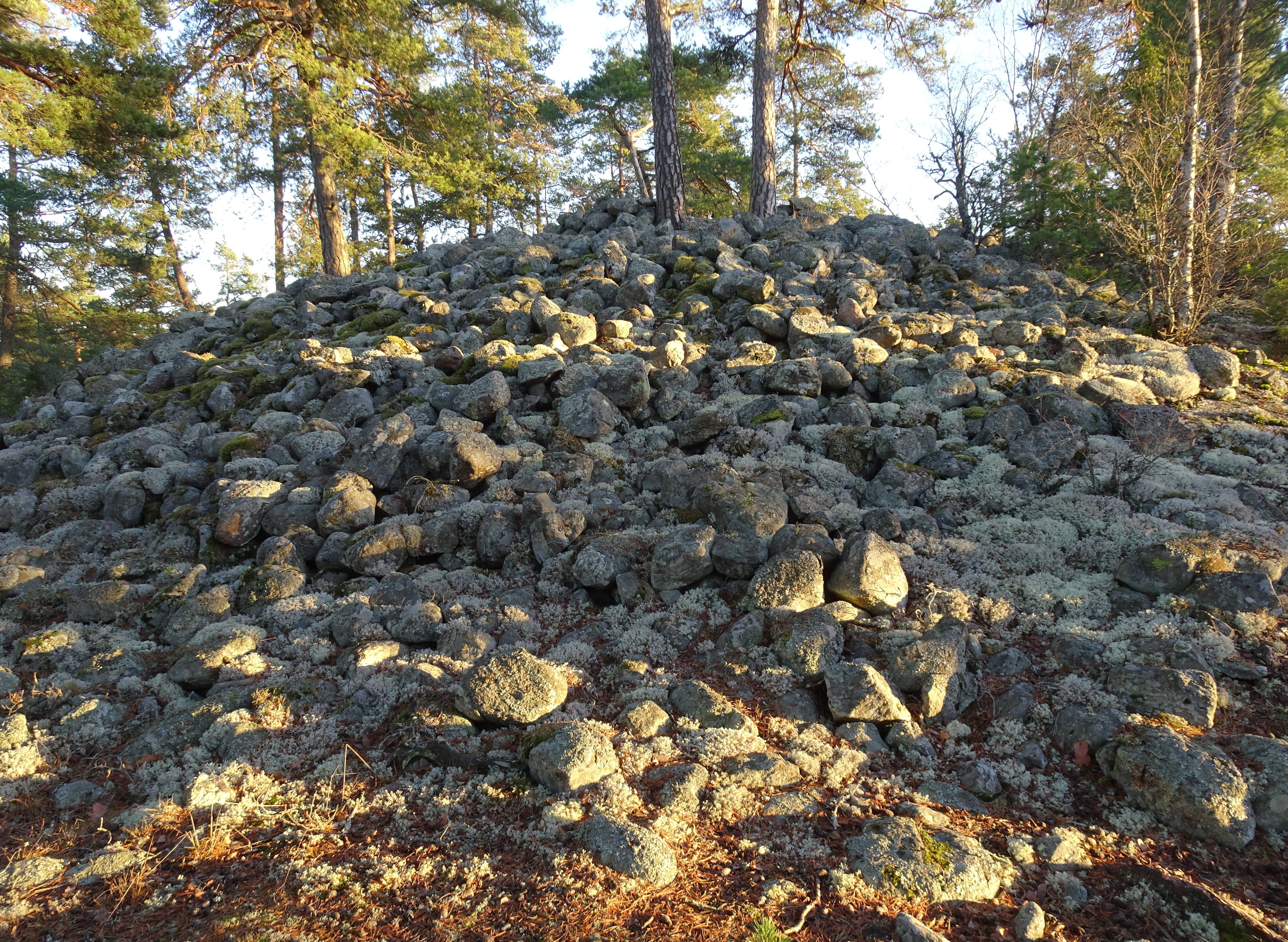
Röse nära Hallinge gård
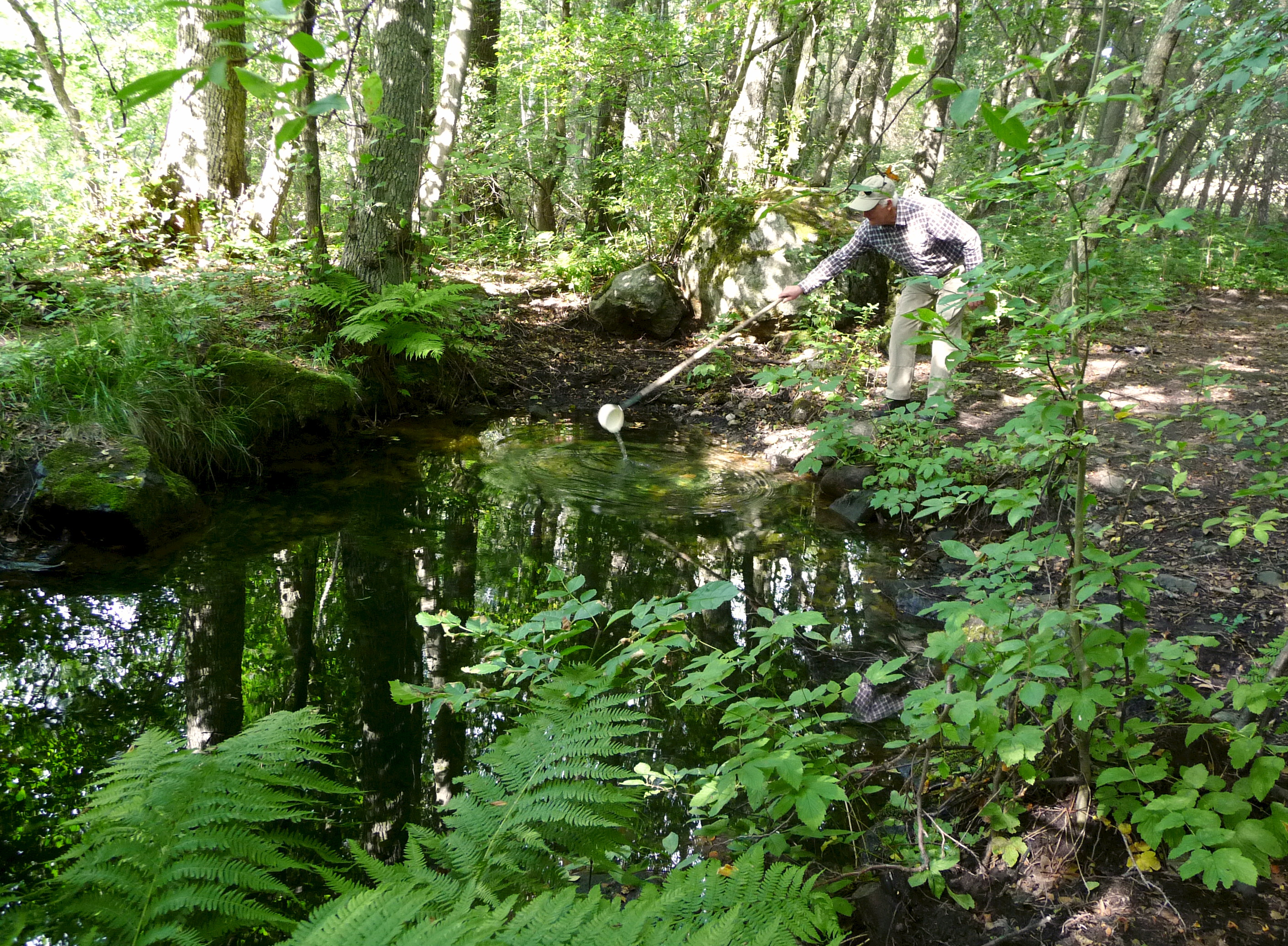
Sankt Botvids källa

## Stockholms reservvattentäkt
Sedan 1999 har området, liksom andra naturvårdsområden, fått benämningen naturreservat. Bornsjön med omgivningar köptes av Stockholms stad redan vid sekelskiftet 1900 för att skydda stadens reservvattentäkt. Reservatet utgörs till största delen av den fridlysta Bornsjöns vattenskyddsområde. Söder om Bornsjön löper en elva kilometer lång naturstig. En lämplig start- och målpunkt för naturstigen är det gamla gatstensbrottet vid Bergaholm.

### Reservatets sjöar

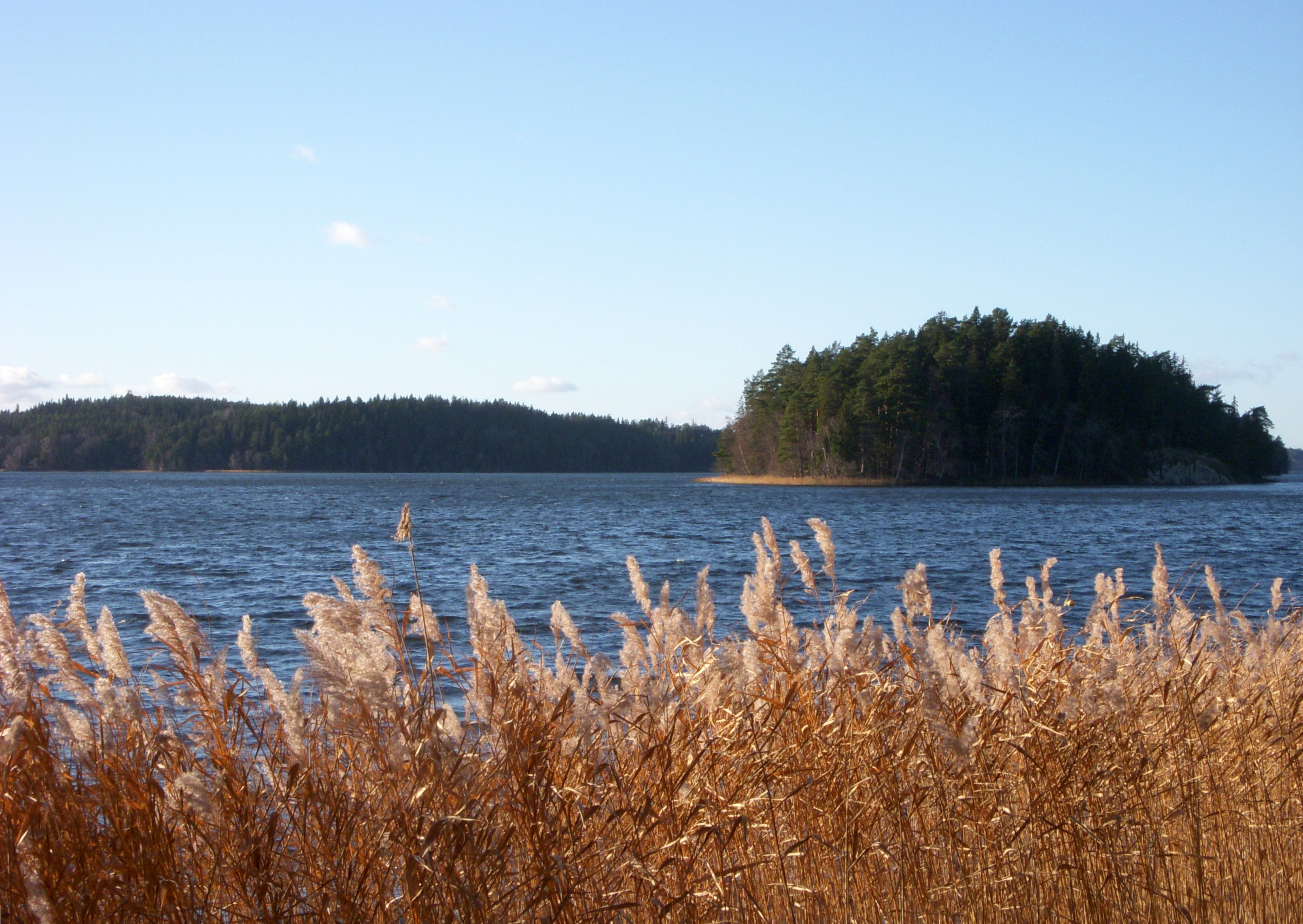
Bornsjön med Prästholmen
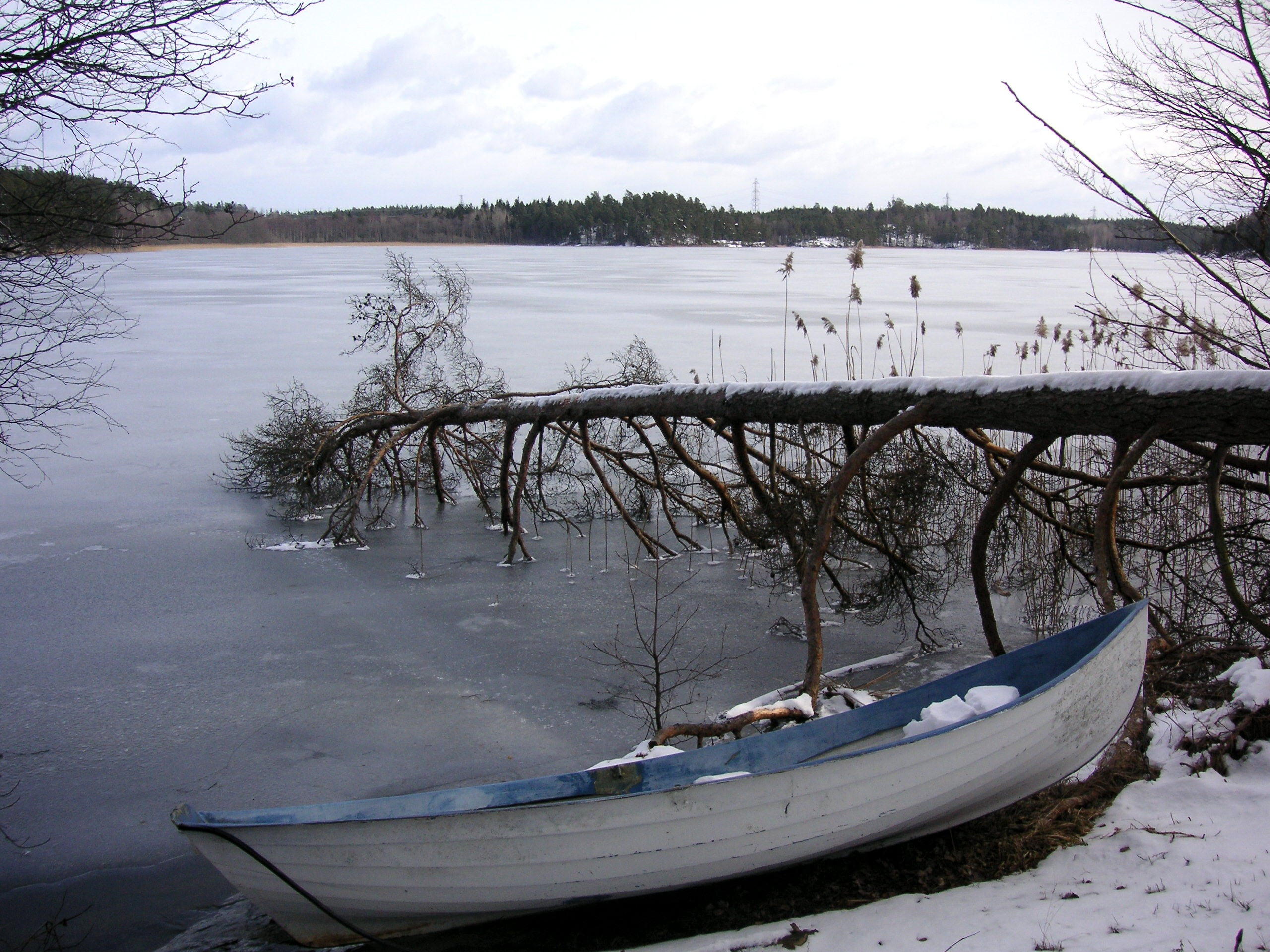
Tullan
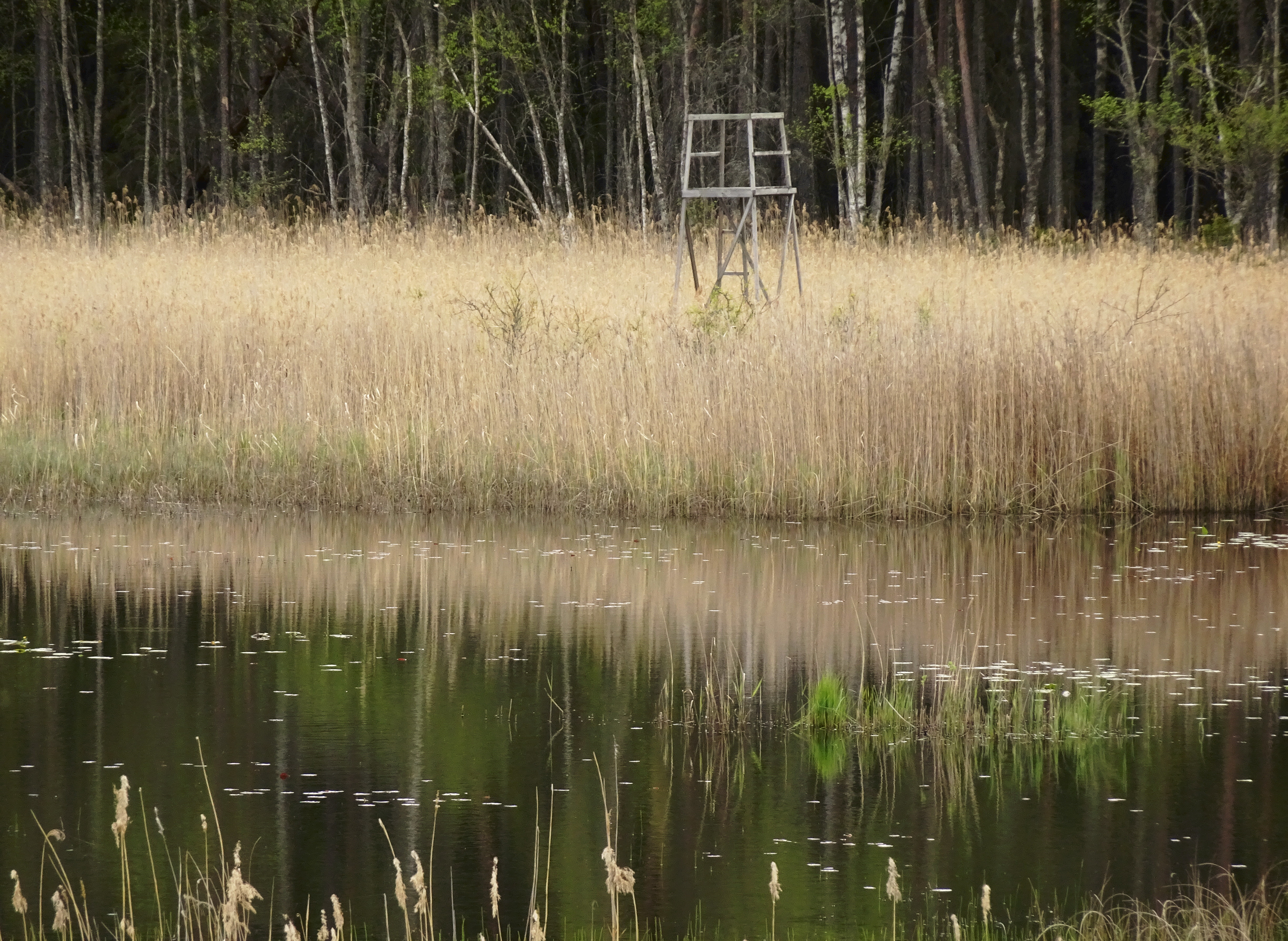
Acksjöns fågeltorn
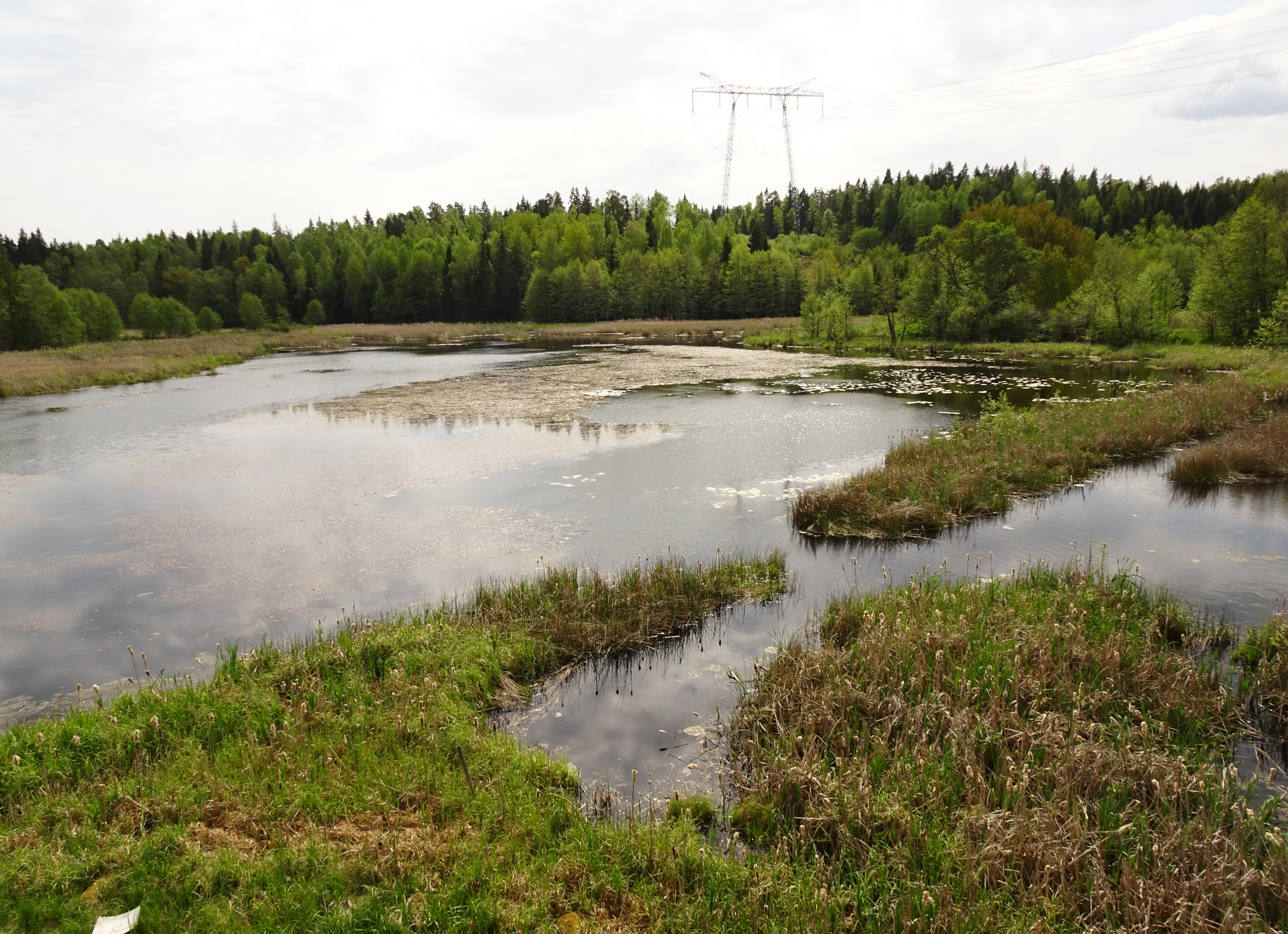
Dalkarlssjön

## Intressanta byggnader inom reservatet

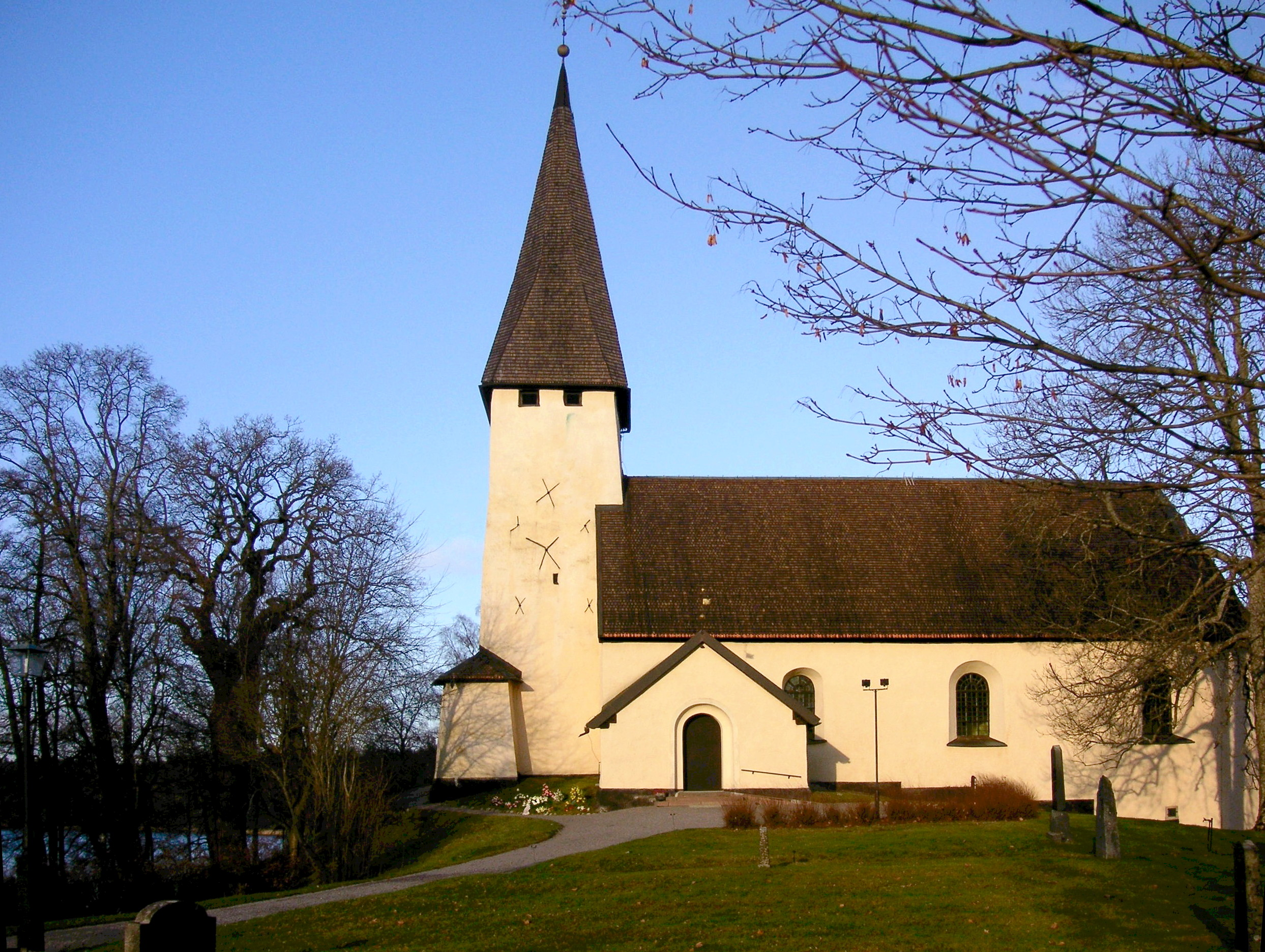
Salems kyrka
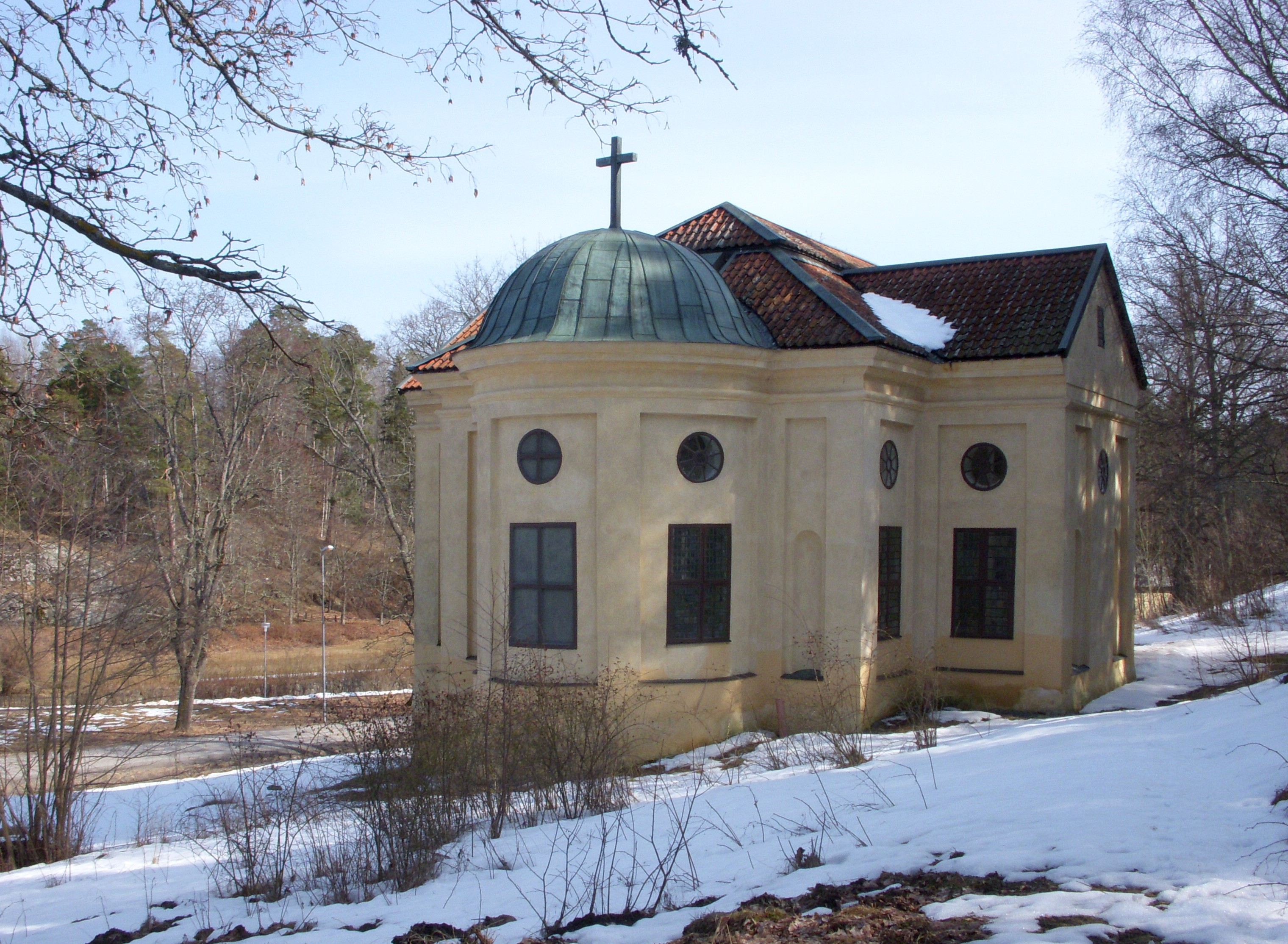
Vällinge kapell
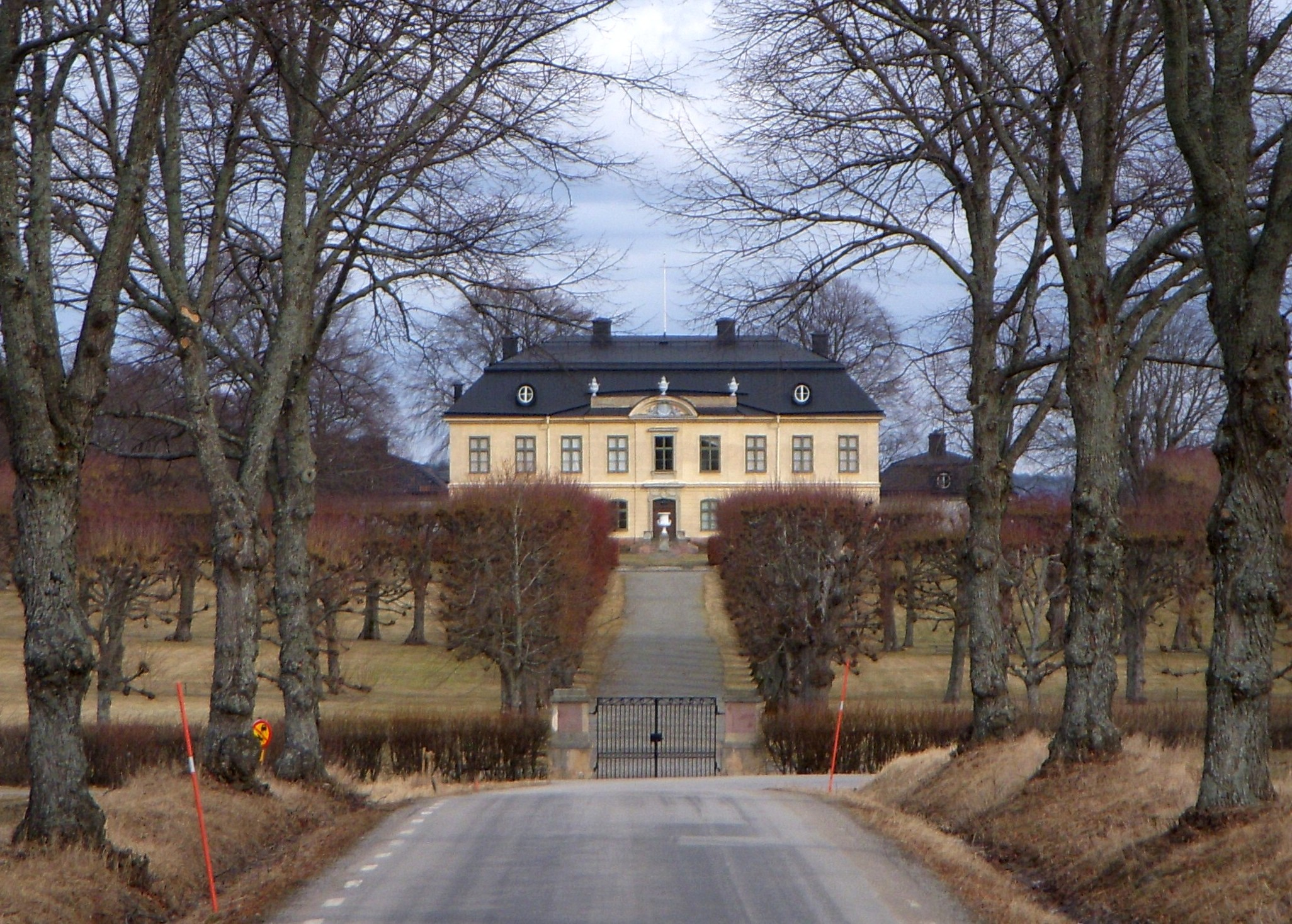
Sturehov från väst med allén
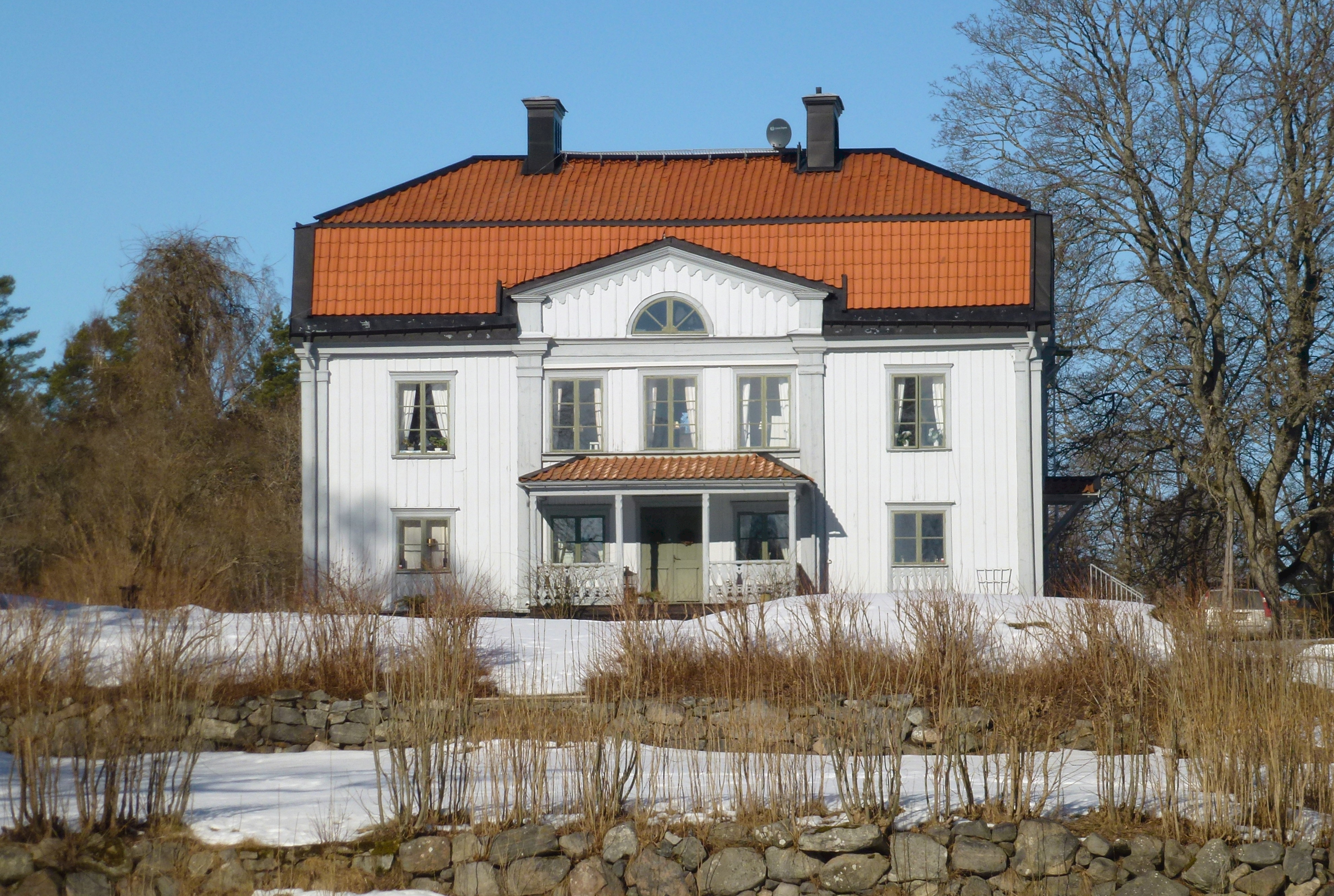
Bergaholm